# Thalictrum pseudoichangense
Thalictrum pseudoichangense là một loài thực vật có hoa trong họ Mao lương. Loài này được Q. E. Yang & G.H. Zhu mô tả khoa học đầu tiên năm 2004.